# Таобуці
40°52′49″ пн. ш. 112°01′42″ сх. д. / 40.880277777778° пн. ш. 112.02833333333° сх. д.
Таобуці (Таобоці; кит. 陶卜齐站, пін. Táobǔqí Zhàn) — залізнична станція в КНР, розміщена на Цзінін-Баотоуській залізниці між станціями Цісяїн-Східний і Байта та Пекін-Баотоуській залізниці між станціями Міньцзу і Шалян.
Розташована в районі Сайхань міста Хух-Хото (автономний район Внутрішня Монголія). Відкрита в 1923 році.